# 1013 هـ
1013 هـ هي سنة في التقويم الهجري امتدت مقابلةً في التقويم الميلادي بين سنتي 1604 و1605.

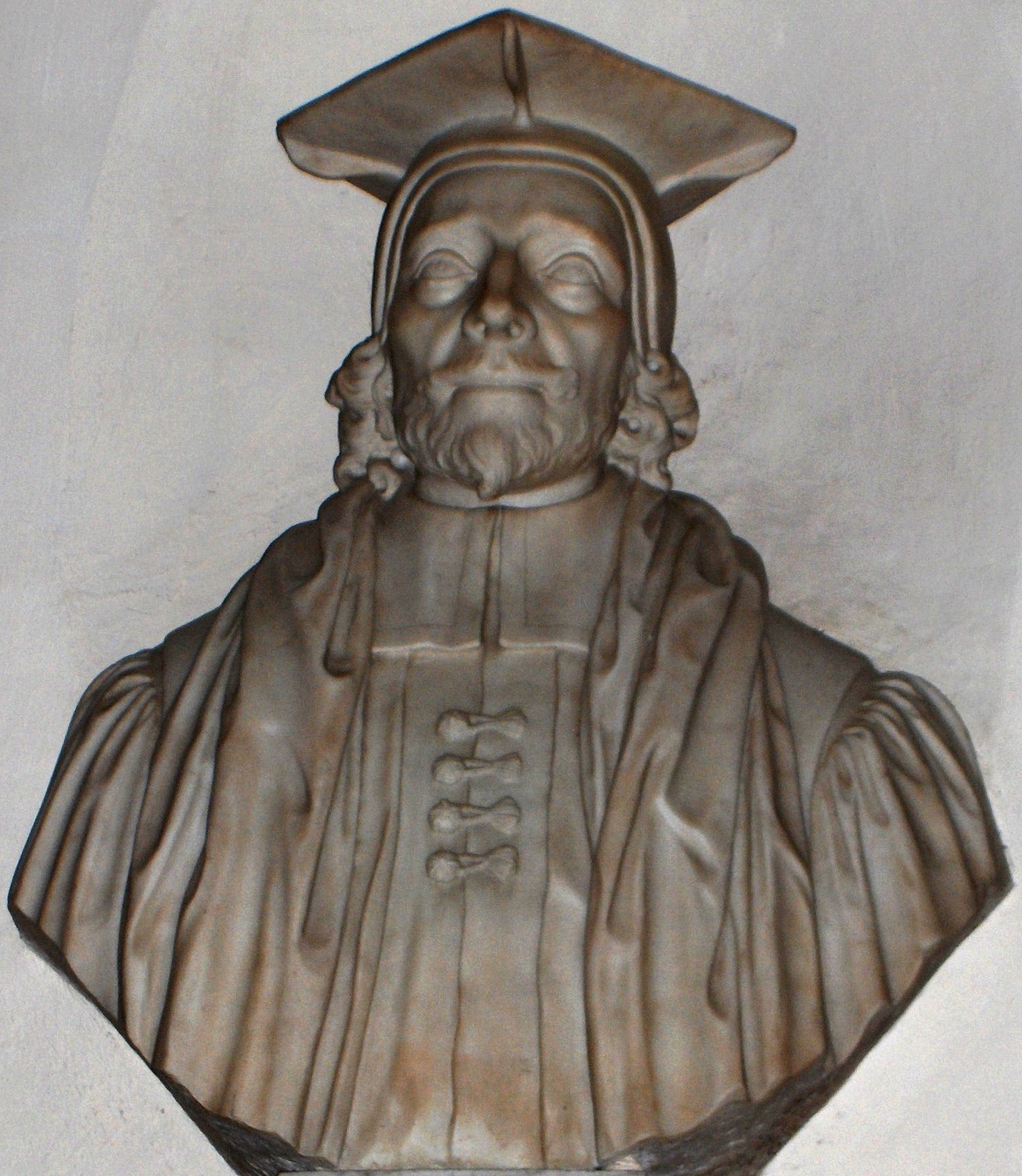
إدوارد بوكوك

## مواليد
- إبراهيم الحاقلاني
- إدوارد بوكوك
- إسماعيل الخاتون آبادي